# Saint-Martial (Ardèche)
Pour les articles homonymes, voir Saint-Martial.
Saint-Martial est une commune française, géographiquement installée au pied du Massif du Mézenc, administrativement située dans le département de l'Ardèche en région Auvergne-Rhône-Alpes, et qui était autrefois rattachée à l'ancienne province du Vivarais.
Le territoire de la commune bénéficie d'une importante surface forestière de moyenne montagne essentiellement composée de hêtres, de sapins de Douglas et d'épicéas.
Le mont Gerbier-de-Jonc, connu pour accueillir à son pied les sources de la Loire se trouve sur le territoire communal permettant ainsi au village de bénéficier d'une certaine affluence touristique.
La commune est adhérente du parc naturel régional des Monts d'Ardèche, mais aussi de la communauté de communes de la Montagne d'Ardèche. Ses habitants sont les Saint-Martialous.

## Géographie

### Localisation
| - Territoire communal de Saint-Martial. |

La commune de Saint-Martial est située dans le département de l'Ardèche, sur les contreforts du massif du Mézenc qui domine le plateau ardéchois et les monts du Vivarais. L'ensemble du territoire est localisé en zone de moyenne montagne, dans la partie du Massif central appelée Haut-Vivarais.
Ce territoire fait intégralement partie de l'Ardèche, à proximité de la bordure occidentale de ce département, non loin de la limite avec le département voisin de la Haute-Loire, au niveau du village voisin de Borée.

### Description
Saint-Martial est un village dominé par les sucs volcaniques du massif Gerbier-Mézenc. Le suc de Sara, le suc de Lestrat et le suc du Gerbier-de-Jonc sont d'ailleurs situés sur le territoire communal. Cette zone des sucs volcaniques du Mézenc a été labellisée par le ministère de l'Environnement en 1992. Le Gerbier de Jonc est un suc phonolithique datant d'environ sept millions d'années : sa lave, la phonolite, est une roche volcanique acide qui émet un son particulier quand on la frappe.
Le paysage de Saint-Martial a été très travaillé par l'homme jusqu'aux années 1970, d'où la présence des anciennes terrasses en balcon, sur le lac de treize hectares.
Dès la seconde moitié du XXe siècle, la nature est redevenue plus sauvage avec de nombreuses landes gagnées par la forêt de l'étage montagnard (hêtres, sapins de Douglas et épicéas). Cet espace naturel exceptionnel abrite une faune et une flore précieuses comprenant de nombreuses espèces protégées. Sur la commune, les vallées du Pradal, de l'Eysse et de l'Escoutay présentent un environnement remarquable avec de ravissants hameaux aux toits de lauzes bien conservés. La vallée du Pradal est encadrée par deux zones naturelles d'intérêt écologique, faunistique et floristique (ZNIEFF). Au sein de la localité, la rivière du Pradal, qui serpente au creux de la vallée, se jette dans l'Eysse, affluent de l'Eyrieux.

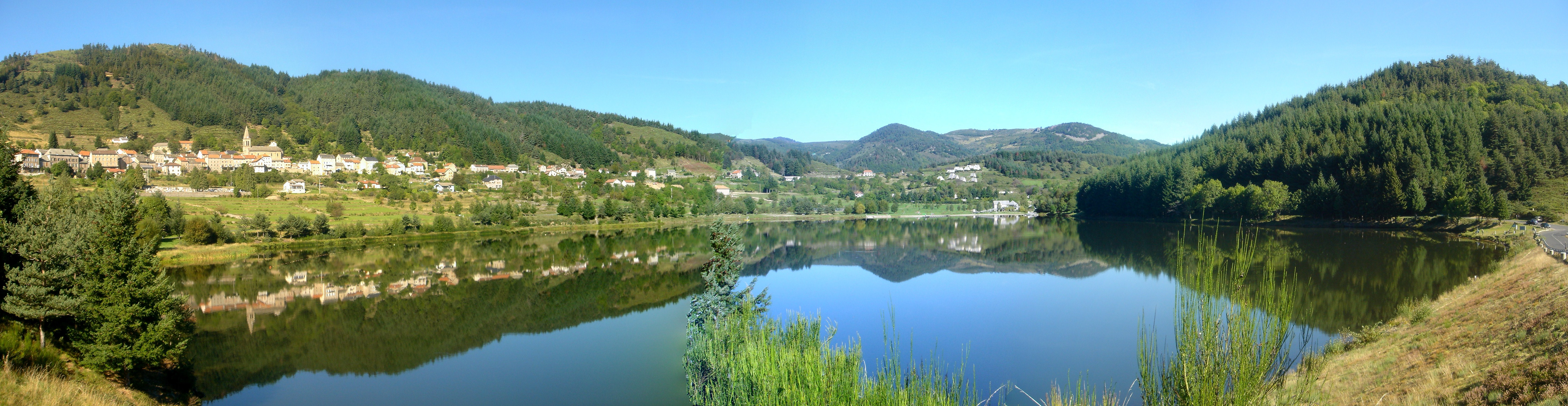
Vue panoramique sur le lac et le village.

### Communes limitrophes
Le territoire de Saint-Martial est limitrophe de cinq communes, toutes situées dans le département de l'Ardèche et dans le parc naturel régional des Monts d'Ardèche.
Saint Martial possède la particularité d'héberger le mont Gerbier-de-Jonc, site des sources de la Loire, sur son territoire.
Les communes limitrophes sont réparties géographiquement de la manière suivante :

### Géologie et relief

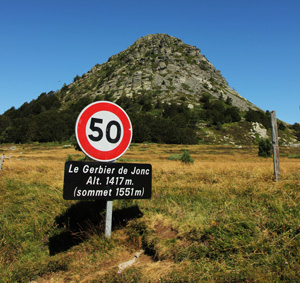
Le mont Gerbier-de-Jonc en été.

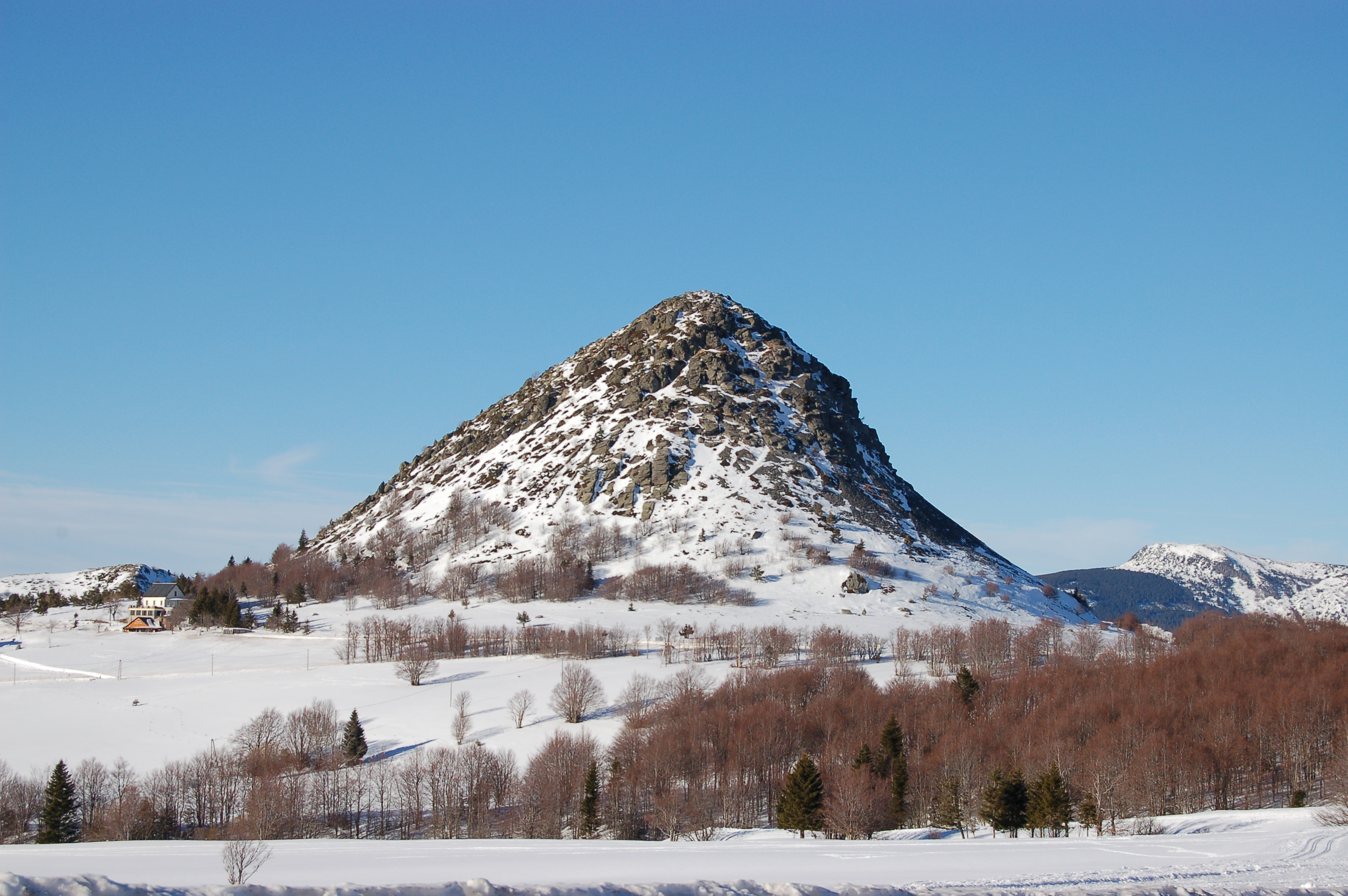
Le mont Gerbier-de-Jonc en hiver

Le lac de Saint-Martial est situé sur l'emplacement d'un ancien lac ayant rempli un maar — cratère volcanique créé par une éruption phréato-magmatique — et qui s'est vidangé lors de l'ouverture d'un exutoire naturel approximativement entre 1688 et 1738.
La commune héberge sur son territoire le mont Gerbier de Jonc, suc volcanique de type phonolitique comme le Mont Mézenc, le suc de Sara et d'autres sucs — sommets volcaniques caractéristiques de la région du Velay et du haut Vivarais — datant d'environ huit millions d'années.

### Hydrographie
Le territoire de la commune est traversé par un torrent et divers rus ou ruisseaux, mais pas celui de la Loire qui prend sa source à quelques dizaines de mètres de son territoire sur les pentes du Gerbier-de-Jonc, dans la commune voisine de Sainte-Eulalie.
Le principal cours d'eau traversant la commune est l'Eysse, un affluent de l'Eyrieux, prenant sa source dans le village voisin de Borée et d'une longueur de 23 km. Cette source est située à proximité du mont Gerbier-de-Jonc.
Ce cours d'eau présente des fluctuations saisonnières de type pluvial, fortement accentuées à la fin du printemps en raison de la fonte nivale.
D'autres ruisseaux, plus modestes, traversent la commune :
- le ruisseau du Pradal, d'une longueur de 6 km[4]
- le ruisseau de Chalix
- l'Escourtay, d'une longueur de 9 km[5]
- le ruisseau des planchettes
- le ruisseau de Touzès
- le ruisseau de Lufernet.

### Climat
Pour des articles plus généraux, voir Climat d'Auvergne-Rhône-Alpes et Climat de l'Ardèche.
En 2010, le climat de la commune est de type climat de montagne, selon une étude du CNRS s'appuyant sur une série de données couvrant la période 1971-2000. En 2020, Météo-France publie une typologie des climats de la France métropolitaine dans laquelle la commune est exposée à un climat de montagne ou de marges de montagne et est dans la région climatique Sud-est du Massif Central, caractérisée par une pluviométrie annuelle de 1 000 à 1 500 mm, minimale en été, maximale en automne.
Pour la période 1971-2000, la température annuelle moyenne est de 9 °C, avec une amplitude thermique annuelle de 16,1 °C. Le cumul annuel moyen de précipitations est de 1 369 mm, avec 9,9 jours de précipitations en janvier et 6,2 jours en juillet. Pour la période 1991-2020, la température moyenne annuelle observée sur la station météorologique de Météo-France la plus proche, « Les Estables_sapc », sur la commune des Estables à 10 km à vol d'oiseau, est de 6,9 °C et le cumul annuel moyen de précipitations est de 1 226,7 mm,. Pour l'avenir, les paramètres climatiques de la commune estimés pour 2050 selon différents scénarios d'émission de gaz à effet de serre sont consultables sur un site dédié publié par Météo-France en novembre 2022.

### Voies de communication
Le territoire communal est principalement traversé par trois routes départementales :
- la RD 215 qui relie le bourg central de la commune de Saint-Martial avec le hameau des Faugères (jonction avec la RD 337) ;
- la RD 237 qui relie la commune de Saint-Martin-de-Valamas à Sainte-Eulalie (jonction avec la RD 215) ;
- la RD 337 qui relie la commune de Saint-Martial avec la commune de Borée (jonction avec la RD 378).

## Urbanisme

### Typologie
Au 1er janvier 2024, Saint-Martial est catégorisée commune rurale à habitat très dispersé, selon la nouvelle grille communale de densité à 7 niveaux définie par l'Insee en 2022.
Elle est située hors unité urbaine. Par ailleurs la commune fait partie de l'aire d'attraction du Cheylard, dont elle est une commune de la couronne,. Cette aire, qui regroupe 20 communes, est catégorisée dans les aires de moins de 50 000 habitants,.

### Occupation des sols
L'occupation des sols de la commune, telle qu'elle ressort de la base de données européenne d’occupation biophysique des sols Corine Land Cover (CLC), est marquée par l'importance des forêts et milieux semi-naturels (83,2 % en 2018), en diminution par rapport à 1990 (84,7 %). La répartition détaillée en 2018 est la suivante : 
forêts (73,2 %), prairies (13,7 %), milieux à végétation arbustive et/ou herbacée (8,6 %), zones agricoles hétérogènes (3,1 %), espaces ouverts, sans ou avec peu de végétation (1,4 %).
L'évolution de l’occupation des sols de la commune et de ses infrastructures peut être observée sur les différentes représentations cartographiques du territoire : la carte de Cassini (XVIIIe siècle), la carte d'état-major (1820-1866) et les cartes ou photos aériennes de l'IGN pour la période actuelle (1950 à aujourd'hui).

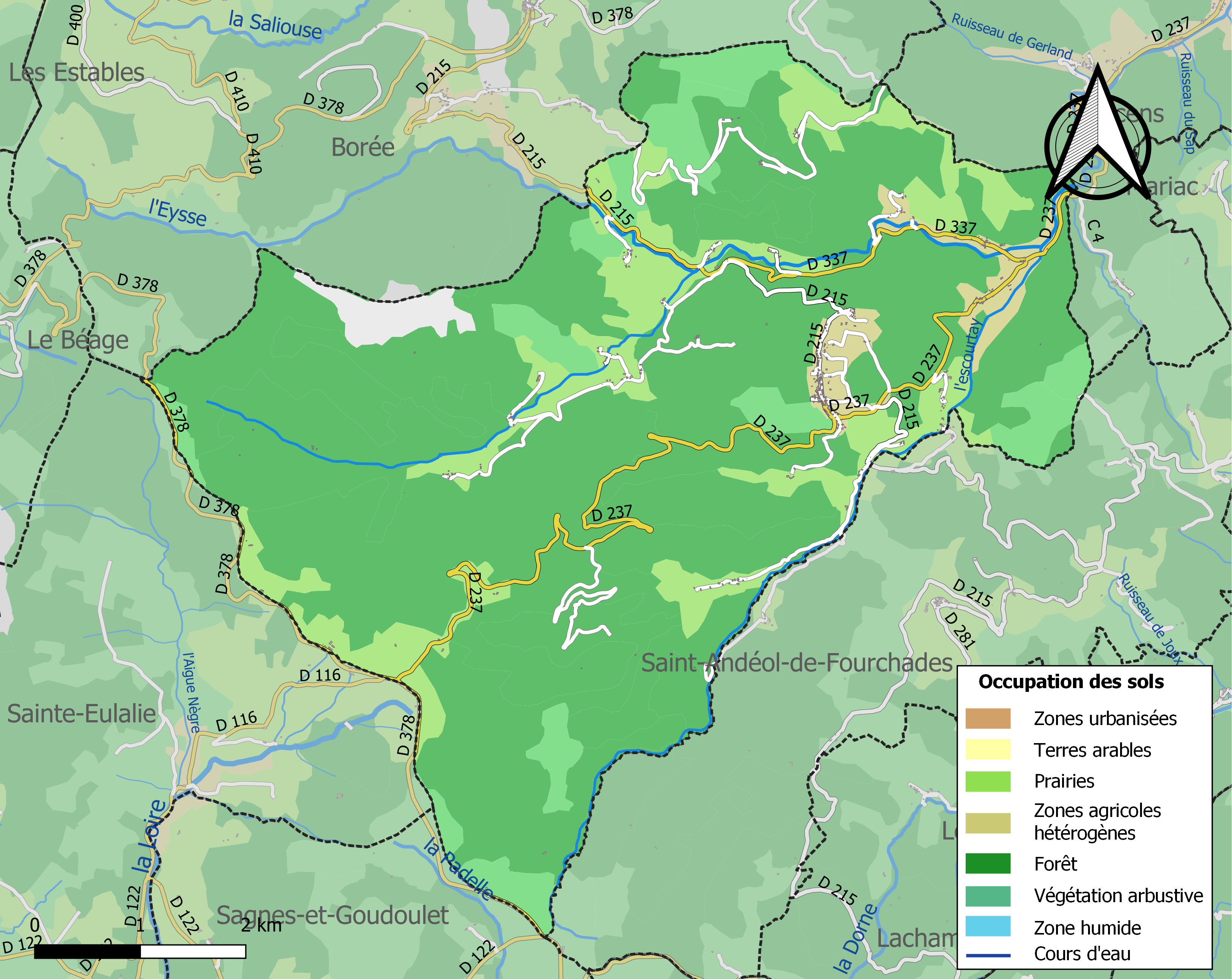
Carte des infrastructures et de l'occupation des sols de la commune en 2018 (CLC).

### Hameaux et lieux-dits
Voici, ci-dessous, la liste la plus complète possible des divers hameaux, quartiers et lieux-dits résidentiels urbains comme ruraux qui composent le territoire de la commune de Saint-Martial, présentés selon les références toponymiques fournies par le site géoportail de l'Institut géographique national.
| - Langonèche - Chalix - Fougères - Condas - la Rouveyre | - Lanlagnit - la Chazotte - Maisonneuve - Cros la planche - les Besses | - Chamblanches - la Pradal - la Valette - Chevalier |

### Risques naturels

#### Risques sismiques
L'ensemble du territoire de la commune de Saint-Martial est situé en zone de sismicité no 2 (sur une échelle de 5), comme la plupart des communes situées sur le plateau et la montagne ardéchoise.
| Type de zone | Niveau           | Définitions (bâtiment à risque normal) |
| ------------ | ---------------- | -------------------------------------- |
| Zone 2       | Sismicité faible | accélération = 1,1 m/s2                |

## Toponymie
Le nom de la commune est dédié au fondateur de l'Église d'Aquitaine, Martial de Limoges. Celui-ci est d'ailleurs le saint patron éponyme de multiples autres cités de France et de lieux de cultes catholiques, dont le plus renommé est l'abbaye Saint-Martial de Limoges.

## Histoire

### Préhistoire et Antiquité
Durant l'Antiquité, le territoire de Saint-Martial et de l'ensemble du Haut-Vivarais se situait aux limites de nombreux territoires de tribus gauloises dont celles des Vellaves au nord-est, celles des Segovellaunes au nord-ouest et celles des Gabales, au sud-est et celle des Helviens au sud-ouest.
Si l'on tient compte des fouilles archéologiques effectuées près de la rive ardéchoise du Rhône dans les années 1960, l'oppidum de cette tribu gauloise se situait sur le plateau du Malpas, au-dessus de Soyons, le domaine des Segovellaunes devait donc s'étendre vers l'ouest, c'est-à-dire dans la région montagneuse comprise entre l'Eyrieux et le Doux, dans l'actuel Haut-Vivarais. Le découpage du diocèse médiéval plaide également en ce sens.

### Époque Moderne
Vers 1640 ou 1650, le seigneur Charles de Sennecterre, baron de Privas et de Boulogne, seigneur de Saint-Martial et de Fourchades, fait achever la construction du château de Bourlatier, entrepris vingt ans auparavant par Claude de Lestrange et apporte de nouveaux aménagements à la ferme du domaine seigneurial.
Par le jeu des alliances, courant à cette époque, la seigneurie de Saint-Martial ainsi que le château du Bourlatier, revient à Louis de Crussol, de 1701 à 1724. Ce seigneur, originaire de Florensac est le père d'Anne-Charlotte de Crussol de Florensac, femme de lettres et liée à Montesquieu et aux Encyclopédistes.

### Époque Contemporaine
Le lac de Saint-Martial est un lac artificiel créé, en 1974, à partir d'une résurgence naturelle. On peut observer des habitations troglodytiques en dessous du lac.

## Politique et administration

### Administration municipale
En 2020, le conseil municipal de Saint-Martial est composé de onze membres (sept hommes et quatre femmes) dont une maire, deux adjoints au maire et huit conseillers municipaux.

### Liste des maires
| Période                                  | Période                   | Identité        | Étiquette | Qualité                   |
| ---------------------------------------- | ------------------------- | --------------- | --------- | ------------------------- |
| Les données manquantes sont à compléter. |                           |                 |           |                           |
| 1935                                     | 1938 †                    | Paul Camus      |           |                           |
| 2001                                     | 2007                      | Maurice Faure   |           |                           |
| 2007                                     | 2014                      | Alain Chauvy    |           |                           |
| 2014                                     | En cours (au 6 août 2020) | Martine Imbert, | SE        | Employée du secteur privé |

## Population et Société

### Démographie
L'évolution du nombre d'habitants est connue à travers les recensements de la population effectués dans la commune depuis 1793. Pour les communes de moins de 10 000 habitants, une enquête de recensement portant sur toute la population est réalisée tous les cinq ans, les populations de référence des années intermédiaires étant quant à elles estimées par interpolation ou extrapolation. Pour la commune, le premier recensement exhaustif entrant dans le cadre du nouveau dispositif a été réalisé en 2004.

En 2022, la commune comptait 271 habitants, en évolution de +11,52 % par rapport à 2016 (Ardèche : +2,48 %, France hors Mayotte : +2,11 %).
| 1793  | 1800  | 1806  | 1821  | 1831  | 1836  | 1841  | 1846  | 1851  |
| ----- | ----- | ----- | ----- | ----- | ----- | ----- | ----- | ----- |
| 1 667 | 1 735 | 1 875 | 1 797 | 1 833 | 2 010 | 2 096 | 2 117 | 2 130 |

| 1856  | 1861  | 1866  | 1872  | 1876  | 1881  | 1886  | 1891  | 1896  |
| ----- | ----- | ----- | ----- | ----- | ----- | ----- | ----- | ----- |
| 1 907 | 1 889 | 1 850 | 1 807 | 1 856 | 1 901 | 1 863 | 1 814 | 1 859 |

| 1901  | 1906  | 1911  | 1921  | 1926  | 1931  | 1936  | 1946  | 1954 |
| ----- | ----- | ----- | ----- | ----- | ----- | ----- | ----- | ---- |
| 1 651 | 1 675 | 1 667 | 1 516 | 1 409 | 1 312 | 1 216 | 1 003 | 764  |

| 1962 | 1968 | 1975 | 1982 | 1990 | 1999 | 2004 | 2006 | 2009 |
| ---- | ---- | ---- | ---- | ---- | ---- | ---- | ---- | ---- |
| 617  | 496  | 401  | 339  | 266  | 271  | 275  | 273  | 248  |

| 2014 | 2019 | 2022 | - | - | - | - | - | - |
| ---- | ---- | ---- | - | - | - | - | - | - |
| 239  | 267  | 271  | - | - | - | - | - | - |

### Enseignement
Rattachée à l'académie de Grenoble, la commune gère une école primaire à classe unique et accueillant les enfants de la maternelle au CM2. Le bâtiment est situé dans le bourg de Saint-Martial.

### Manifestations culturelles et festivités
La fête locale (« V.S.D ») est organisée en août. Cette fête a lieu le week end avant le 15 août.

### Médias

#### Presse écrite
Deux organes de presse écrite sont distribués dans la commune :
- L'Hebdo de l'Ardèche

Il s'agit d'un journal hebdomadaire français basé à Valence et diffusé à Privas depuis 1999. Il couvre l'actualité pour tout le département de l'Ardèche.
- Le Dauphiné libéré

Il s'agit d'un journal quotidien de la presse écrite française régionale distribué dans la plupart des départements de l'ancienne région Rhône-Alpes, notamment l'Ardèche. La commune est située dans la zone d'édition du Nord-Ardèche (Annonay - Le Cheylard).

#### Presse audiovisuelle
- Ici Drôme Ardèche est la station de radio publique locale émettant sur le secteur de Privas et tout le département de l'Ardèche.

### Cultes

#### Culte catholique
La communauté catholique et l'église de Saint-Martial (propriété de la commune) dépendent de la paroisse Notre-Dame des Boutières, elle-même rattachée au diocèse de Viviers.

## Économie

### Agriculture et élevage

#### Le fin gras du Mézenc

Saint-Martial se situe dans la zone AOC du « Fin Gras du Mézenc »

Le « Fin Gras du Mézenc » est une appellation d'origine désignant une carcasse bovine qui fait l'objet d'une protection au niveau européen par le biais d'une AOP. Ce produit d'élevage bovin français concerne le secteur agricole du massif du Mézenc et consiste à engraisser lentement, à l'étable, des génisses et des bœufs, rigoureusement triés, avec le foin naturel, trié lui aussi, fauché dans les prairies d'altitude afin de les mettre à la vente aux foires à la période des Pâques.
Cette tradition ancienne est valorisée par une demande de reconnaissance en appellation d'origine contrôlée (AOC) formulée en 1995. Les animaux, élevés successivement au pré l'été, au minimum du 21 juin au 21 septembre, et à l'étable l'hiver, au minimum du 30 novembre au 30 mars et donc ainsi, « labellisables », sont les génisses âgées de 24 mois au minimum et les mâles castrés âgés de 30 mois minimum, élevés à Saint-Martial et dans les communes délimitées par la zone  définie par l'AOC.
Les éleveurs de cette zone distribuent ensuite leur production auprès d'un grand nombre de bouchers et près des restaurateurs du massif, mais aussi de la Loire, de la Drôme ou du Rhône, cette AOC étant gérée par une association chargée de suivre et contrôler la production, et des démarches de communication autour de ce produit agricole.
De nombreuses « fêtes du fin gras » sont organisées dans la région, dont une à Saint-Martial.

### Tourisme
Ce village rural, situé en altitude et dominant un petit lac, est entouré par des sucs volcaniques de Sara, de Lestrat et du mont Gerbier de Jonc. Il est également situé dans le parc naturel régional des Monts d'Ardèche.
La base nautique de loisirs du lac de Saint-Martial, avec ses principaux équipements à vocation ludique et sportive est un des principaux sites touristiques de la commune.

## Culture locale et patrimoine

### Monuments

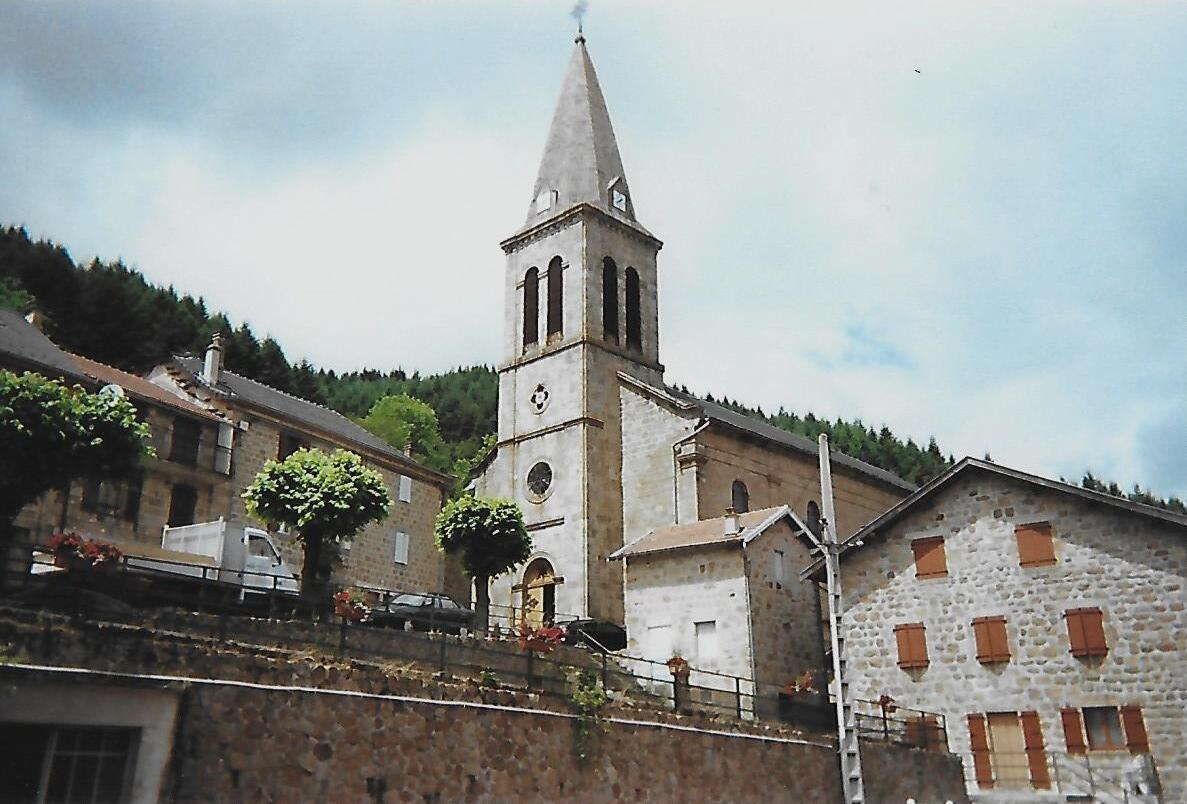
Église de Saint-Martial d'Ardèche.

- L'église Saint-Martial de Saint-Martial  du XIXe siècle

Il s'agit d'un édifice néo-roman classique dont le clocher est en façade et qui se présente comme un rectangle à l'extrémité duquel se situe le sanctuaire en forme d'un demi ovale. La construction de l'édifice religieux de confession catholique s'est étalée entre 1840 et 1892.
- La statue oratoire de la Vierge du hameau de Rouvillier

Cette statue de facture classique a été érigée en 1938 en action de grâces, à la suite d'une guérison.
- La ferme de Clapas

Cette ferme ancienne aurait été construite vers 1660. Les sites de Bourlatier (aujourd'hui disparu), du Clappas, de Luberte et de Cagnard constituent les quatre anciens « domaines nobles » du seigneur de Bourlatier.

### Patrimoine culturel

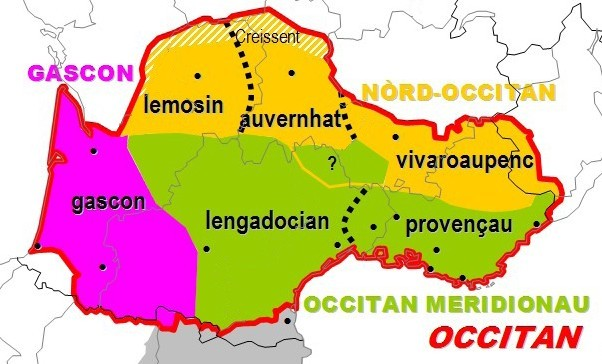
Zone du vivaro-alpin (Pierre Bec).

Linguistiquement et historiquement, le territoire de Saint-Martial est situé dans la zone linguistique du Vivaro-alpin, variété du nord-occitan qui est utilisé dans la majeure partie de l'Ardèche, dans les Alpes du Sud en France et dans les vallées orientales du Piémont, en Italie.

### Patrimoine naturel
- Site du mont Gerbier-de-Jonc

Le mont et ses terrains avoisinants figurent sur la liste des sites et des monuments naturels classés par arrêtés du 27 décembre 1933 et du 6 février 1934.

### Personnalités liées à la commune
- Paul Camus (1874-1938), maire de la commune de 1935 à 1938.

### Héraldique
|  | Saint-Martial (Ardèche) possède des armoiries dont l'origine et le blasonnement exact ne sont pas disponibles. |